# Kylie Hits
Kylie Hits (también llamado Love: Best Of Kylie) es un recopilatorio de la cantante australiana Kylie Minogue. Fue lanzado el 16 de marzo del 2011 por EMI Music Japón. El álbum sólo extiende dos canciones de su álbum de 1988 Kylie, las cuales son The Loco-Motion y I Should Be So Lucky hasta su sencillo del 2010 Get Outta My Way de su undécimo álbum de estudio Aphrodite. También, es su primera compilación después de Ultimate Kylie.
Contiene un tema oculto, el cual es un remix de la canción Get Outta My Way hecho por Yasutaka Nakata. El álbum fue solamente lanzado en Japón, pero está disponible mundialmente si es pre-ordenado en una tienda en línea. El álbum también contiene un DVD.

## Datos del álbum
El álbum solo contiene una canción inédita, el remix de Get Outta My Way (Yasutaka Nakata Remix). Kylie ha grabado canciones inéditas para las sesiones de Aphrodite, pero no fueron hechas para ser incluidas en este álbum.
El álbum solo trae dos canciones de la era PWL, que fueron los éxitos ochenteros The Loco-Motion y I Should Be So Lucky. El resto de las canciones fueron de la era Parlophone. El álbum también trae un DVD para la edición especial. El DVD contiene los videos que abarcan desde Spinning Around a "Get Outta My Way"

## Historia de lanzamiento
Kylie Hits fue lanzado en Japón y Hong Kong físicamente y con el DVD bonus, que fue lanzado el 16 de marzo. El álbum se puede obtener mundialmente solo en formato digital, comprándolo en alguna tienda de música en línea.
Muchos de los otros sencillos de Kylie que han tenido éxito fueron excluidos de este recopilatorio. De Kylie: "Got To Be Certain" y "Je Ne Sais Pas Pourquoi", de Light Years: Please Stay y Your Disco Needs You, de Fever: Come Into My World, de Body Language: Chocolate y Red Blooded Woman y de X: In My Arms y The One. La era con Decontructions Records fue totalmente excluida.

## Canciones
CD

| N.º | Título                                        | Duración |  |
| 1.  | «Can't Get You Out Of My Head»                | 3:53     |  |
| 2.  | «All The Lovers»                              | 3:20     |  |
| 3.  | «Wow»                                         | 3:12     |  |
| 4.  | «Spinning Around»                             | 3:26     |  |
| 5.  | «On a Night Like This»                        | 3:33     |  |
| 6.  | «In Your Eyes»                                | 3:18     |  |
| 7.  | «Love At First Sight»                         | 3:59     |  |
| 8.  | «Slow»                                        | 3:14     |  |
| 9.  | «I Believe in You»                            | 3:21     |  |
| 10. | «2 Hearts»                                    | 2:58     |  |
| 11. | «Get Outta My Way»                            | 3:39     |  |
| 12. | «The Loco-Motion (Live Homecoming Tour)»      | 4:38     |  |
| 13. | «I Should Be So Lucky (Live Homecoming Tour)» | 3:27     |  |
| 14. | «Get Outta My Way (Yasutaka Nakata Remix)»    | 5:29     |  |

- Bonus DVD

1. "All The Lovers"
2. "Get Outta My Way"
3. "2 Hearts"
4. "Wow"
5. "In My Arms"
6. "The One"
7. "All I See"
8. "I Believe In You"
9. "Giving You Up"
10. "Slow"
11. "Chocolate"
12. "Cant Get You Out Of My Head"
13. "Spinning Around"